# Кольо Парамов
Кольо Петков Парамов е български финансов експерт и политик. Народен представител от парламентарната група на БСП в XXXVI народно събрание. Бивш съветник на премиера Бойко Борисов. Бил е кмет на промишлено селище Ерма река, зам.-директор на „Горубсо“ – Златоград, главен ревизор на БНБ.

## Биография
Кольо Парамов е роден на 2 август 1954 година в село Змейово (Старозагорско). Възпитаник е на Търговска гимназия „Княз Симеон Търновски“ в град Стара Загора. Завършил е икономическа география и философия в СУ „Климент Охридски“ и „Международни икономически отношения“ в УНСС.
През 1979 г. е привлечен за сътрудник към комунистическите служби – ДС, управление „Гранични войски“ – разузнавателен отдел – 4-ти граничен отряд.

## Публична длъжност или дейност
- 1991 – 1994 Народен представител от БСП в XXXVI народно събрание.
- август 1995 – ноември 1996 Началник на служба в БНБ,
- 14 ноември 1996 – 1 януари 1998 Главен ревизор на БНБ.
- Кандидат за кмет и за общински съветник в гр. София, издигнат от партия „Обединена социалдемокрация“ на местните избори през 2011 г.
- Кандидат за народен представител в XLII народно събрание на предсрочните парламентарни избори през май 2013 г., издигнат от партия „Либерален алианс“ в 26-МИР София-област и в 29-МИР Хасково.

На президентските избори през 2016 г. се кандидатира за вицепрезидент от Християн-социалния съюз, заедно с Жорж Ганчев.
На парламентарните избори през 2022 г. е кандидат за народен представител от коалиция „Справедлива България“, водач на листите в 8 МИР Добрич и 9 МИР Кърджали.